# セルゲイ・ミハルコフ
セルゲイ・ウラジーミロヴィチ・ミハルコフ（ロシア語: Серге́й Влади́мирович Михалко́в, ラテン文字転写: Sergei Vladimirovich Mikhalkov、1913年3月12日（グレゴリオ暦）/2月27日（ユリウス暦） - 2009年8月27日）は、ロシアの作家、作詞家。

## 経歴
1913年3月2日、ロシア帝国のモスクワに生まれる。ソ連邦政府の日刊紙イズベスチヤに17歳で勤務し、その傍ら詩や児童文学を発表した。
第二次世界大戦（大祖国戦争）には従軍記者として参加し、1943年に作詞した歌詞にアレクサンドル・アレクサンドロフ作曲の曲がつけられ、1944年にはソ連国歌として採用された。
1977年、スターリン批判の影響で歌詞の一部を改訂する。
2000年にソ連国歌の歌詞を全面的に書き直し、2001年に同じメロディでロシア連邦国歌として採用された。一方、コーラスにおける「Славься, Отечество наше свободное」（讃えられてあれ、我らが自由なる祖国よ）はソ連国歌のままである。
2009年8月27日、モスクワ市の病院で死去した。96歳没。

## 人物
- 妻は詩人。長男のアンドレイ・コンチャロフスキー、次男のニキータ・ミハルコフともに映画監督という文化人一家である。

## 著書
- 『もりはおおさわぎ』（浜田広介訳、佐藤忠良絵、1965年、偕成社）[2]
- 『やぎさんなかないで』（岡上理穂訳、アントニ・ボラティンスキー（ポーランド語版）絵、1986年、福武書店）
- 『わがままこやぎ』（宮川やすえ訳、小沢良吉絵、1982年、ひさかたチャイルド）
- 『うそつきウサギ』（松谷さやか訳、エウゲーニー・ラチョフ絵、2000年、大日本図書）